# Дајмонд Риџ (Аљаска)
Дајмонд Риџ (енгл. Diamond Ridge) насељено је место без административног статуса у америчкој савезној држави Аљаска.

## Демографија
По попису из 2010. године број становника је 1.156, што је 646 (-35,8%) становника мање него 2000. године.
| Група             | 2000.         | 2010.         |
| Белци             | 1.645 (91,3%) | 1.042 (90,1%) |
| Афроамериканци    | 2 (0,1%)      | 2 (0,2%)      |
| Азијати           | 8 (0,4%)      | 15 (1,3%)     |
| Хиспаноамериканци | 38 (2,1%)     | 24 (2,1%)     |
| Укупно            | 1.802         | 1.156         |